# Zentraler Sportplatz (Swakopmund)
Der Zentrale Sportplatz (englisch Central Sports Field) ist ein Rugby- und Fußballstadion mit Leichtathletikanlage im Stadtteil Vineta der namibischen Küstenstadt Swakopmund, im Westen des Landes. Es ist auch als Vineta-Stadion (englisch Vineta Stadium) bekannt.

## Geschichte
Die Anlage liegt nördlich der Stadtmitte nur wenige hundert Meter von der Atlantikküste entfernt und fasst 10.000 Zuschauer. Es soll, bei einer erfolgreichen Bewerbung Namibias, gemeinsam mit dem Nachbarland Botswana, zur Austragung des Afrika-Cup 2027 renoviert und auf 15.000 Plätze ausgebaut werden. Die Sportstätte verfügt über ein Spielfeld aus Naturrasen und ist mit einer Flutlichtanlage ausgestattet.
Im Stadion fanden unter anderem Spiele der Namibia Premier League und im März 2022 die Feierlichkeiten zum 32. Jahrestag der Unabhängigkeit statt. Im April 2025 wurde eine umfassende Sanierung und der Ausbau des Stadions angekündigt.